# Коморач
Коморач, морач или коромаћ (народни називи: коромач, анасон, дивља миродија, јанеж, резен, морач, анита, копар сладки, слатки аниш; лат. Foeniculum vulgare) је цветајућа ароматична зачинска биљка из породице шаpгарепа. То је издржљива вишегодишња биљка са жутим цветовима и пернатим лишћем.
Коморач се обично послужује свеж. Коморач се може комбиновати са поврћем и воћем, у разним мешаним и сложеним салатама: с авокадом и наранџама, артичокама и пармезаном, мандаринама и наром или с пршутом и крушкама.

## Распрострањеност
Расте као полудивљи у камењарима и уз ивице њива, у приморским крајевима. Иначе се због велике потражње гаји, као вртларска култура, посебно је раширен у јужној Европи, првенствено у Италији.

## Карактеристике
Биљка нарасте од 60 до 120 cm у висину. Има јако разгранато стабло. Има дугуљасте вишеструко издељене игличасте листове који расту на стабљици. Листови су танки, длакави и перасто сечени. На крају стабљике развија се цветна главица у облику обрнутог кишобрана.
Корен је жућкаст, вретенаст, а плод-семе је до 1 cm дужине, јајастог облика, слатког укуса и пријатног мириса. Обично цвета у јулу и августу.

## Арома и фитохемија
Ароматични карактер плодова коморача потиче од испарљивих уља која дају мешовите ароме, укључујући транс-анетол и естрагол (налик сладићу), фенхон (нана и камфор), лимонен, 1-октен-3-ол (гљива). Остале фитохемикалије пронађене у плодовима коморача укључују полифеноле, попут розмаринске киселине и лутеолина, између осталог у мањем садржају.

## Енергетска и нутритивна вредност
Енергетска вредност 100 грама свежег корена коморача износи 31  / 130 . Од тога 1,2% чине беланчевине, 0,2 % масти и 7,3 % угљени хидрати. Садржи 3,1  дијеталних влакана, као и још дванаест важних елемената у траговима и четрнаест аминокиселина у идеалном саставу. Од минерала изврстан је извор калијума (414 ), добар је извор мангана (0,2  , што чини 10 % ), а од витамина изврстан је извор витамина Ц (12 , што чини 20 % ). 
Енергетска вредност семена коморача износи 345 kcal / 1443  . Од тога је 16% беланчевина, 15 % масти, 52 % угљених хидрата, а богат је дијеталним влакнима (40 ) и фитостеролима (66 ). Од минерала изврстан је извор мангана (6,5 , што чини 310 % ), жељеза (18,5 , што чини 130 % ), магнезијума (385 , што чини 130 % ), калцијума (1 200 , што чини 120 % ), бакра (1,1 , што чини 120 % ), фосфора (487 , што чини 61 % ) и цинка (3,7 , што чини 37 % ). Од витамина изврстан је извор витамина Ц (21 , што чини 35 % ) и витамина Б комплекса: ниацина или витамин Б3 (6 , што чини 38 % ), тиамина или витамин Б1 (0,4 , што чини 34 % ), пиридоксина или витамин Б6 (0,5 , што чини 28 % ) и рибофлавина или витамин Б2 (0,4 , што чини 27 % ).

## Употреба
Плод је посебно богат етеричним уљем, садржи шећер и соли. Најчешће се користи семе и уље, а ређе корен и лишће. Употребљава се као зачин или чај против надимања и као благо средство против кашља, код деце и за сметње у варењу код одојчади. У повртарству је посебно узгојена врста која има задебљале почетке стабљике који формирају облик сличан главици лука одмах изнад земље. Та сочна задебљања употребљавају се као поврће у исхрани, или обрађено термички или у салати. Листови се такође употребљавају као зачин, а у традиционалној кухињи се користи уз рибу.

### Припрема јела с коморачем
Сви делови коморача, луковица, стабљике и листови, употребљавају се у припреми јела. Ножем се режу стабљика и дно луковице, а одстране се и спољни листови луковице. Кратко се исперу под текућом водом, а затим се коморач исече према потреби. Ножем се луковица преполови и реже по дужини на кришке за динстање или на танке плочице у облику полумјесеца за салате. Свака половина се може нарезати и на коцкице. Стабљике се користе у припреми темељаца, док листови дају особиту арому риби печеној у фолији, а могу се искористити и за украшавање јела. Најбоље од коморача добије се ако се послужи свеж. Врло су занимљиве комбинације коморача с поврћем и воћем у разним мешаним и мешаним салатама.
Лековити коктел се може припремити тако да се свежи коморач зачини маслиновим уљем, па се салата конзумира као предјело. Уместо зелене салате или парадајза у сендвич се може ставити свеже нарезани коморач или се прелије с јогуртом, с додатком свеже нарезане метвице. За топло предело или мали оброк може се у француском стилу припремити омлет с коморачем, парадајзом и маслинама или quiche с надевом од празилука и коморача, с додатком сира пармезана и семена мака. Оба јела се послужују уз зелену салату. У истој групи топлих предела за италијанску кухињу то су тестенина и рижото. Бели умак за тестенину се припрема с коморачем, луком и панцетом у павлаци, а црвени умак се припрема на бази парадајза, лука, коморача, црвене паприке и инћуна. Изврстан рижото добије се комбинацијом коморача и репова рачића.
Од луковице коморача припрема се крем супа, а остале пире или крем супе од коморача припремају се у комбинацији с мрквом, шпинатом, парадајзом или патлиџаном. Стабљике коморача користе се за припрему бистрих супа, повртних сложенаца или варива. Коморач се може пирјати с другим поврћем, пећи уз додатак маслиновог уља, зачина и крушних мрвица или гратинирати. С коморачем се могу припремати и месна јела од пилетине, свињетине и телетине. Уједно за перад, попут пилетине и пуретине, можу се припремити занимљиви надеви. За пилетину надев од куваног коморача, чешњака, тимијана, рузмарина и мајоране, а за ћуретину надев од пирјаног коморача, пршута, пињола, першина, мајорана и лимунове корице. Ова намирница изврсно се слаже с димљеним лососом и шкољкама. Пирјани коморач се може припремити са сипом, у комбинацији с пирјаним паприкама, уз печене одреске туне или с куваном рижом, паприкама и пињолима као део надева за пастрмке.
Свежи листови коморача се могу користити за припрему умака на бази мајонеза, салатних прелева и надева, док се семе може користити у припреми хлеба, сланих колача и месних јела. Од коморача се у Македонији и Грчкој раде типична национална жестока алкохолна пића, а у другим се крајевима често додаје у траварицу.

### Лековитост
Коморач је једна од најстаријих познатих лековитих биљака коју су користили стари Египћани, Римљани и Грци, а на Балкану су га, као природни лек код пробавних тегоба и прехлада, прославили бенедиктинци. У укупном квалитетном нутритивном садржају посебно се истичу флавоноиди рутини и кверцитин, те разноврсни кемпферол гликозиди, који имају снажно антиоксидативно деловање. Врло занимљив је и анетехол, саставни део испарљивих компоненти етеричног уља. Истраживања су показала да смањује упале и помаже у спречавању развоја рака. Експериментима на животињама утврђено је да етерично уље има способност заштите јетре од штетног токсичног деловања.
У антици и у азијском простору, коморач је био цењен због свог окуса сличног анису, као и због лековитих својстава. Коморач је добар извор витамина Ц, који је такође снажан антиоксиданс и има способност неутрализације штетног деловања слободних радикала у воденим растворима у телу, који могу узроковати боли у зглобовима и резултирати остеоартритисом и реуматоидним артритисом. Одличан је извор дијететских влакана која помажу у правилној функцији црева, и на тај начин учествује у спречавању развоја рака дебелог црева. Влакнасте материје вежу на себе отровне и масне материје у цревима, одстрањујући тако отрове из тела, те смањујући ниво холестерола и масноће у крви. Дијететска влакна одржавају здравље срца, јер вежу жучне соли у дебелом цреву и излучују их из тела. За поновну производњу жучних соли троши се холестерол, чиме се смањује његова количина у крви и ризик од његовог штетног деловања. Влакна повећавају осетљивост инсулина и тако спречавају развој дијабетеса типа 2. Она имају високи капацитет везања воде, бубре и успоравају пробаву, што даје осећај ситости. Из тог се разлога храна богата дијететским влакнима препоручује током редукцијских дијета.
Коморач је изврстан извор калијума, који помаже код снижавања високог крвног притиска, једног од ризичних фактора који могу утицати на срчани или мождани удар. Семе и корен коморача саставни су делови чајева за чишћење организма, што се приписује етеричном уљу које сузбија надутост, смирује грчеве желуца и црева и делује против врења. Чисто етерично уље добија се дестилацијом из семена, а препоручује се узимање са шећером или у води, за лечење болова у грлу и промуклости. Такође се препоручује и за спољну примену, као саставни део антиреуматских средстава за масажу. Коморач појачава рад ћелија, јача имунитет, зауставља размножавање микроорганизама, поспешује излучивање млека, утиче на нервни систем и добро расположење, одстрањује слуз код кашља и прехладе, делује лагано смирујуће и опуштајуће. Због високог садржаја бета-каротена, може се превентивно користити као делотворно средство против рака. Више од два пута недељно коморач не би смеле конзумирати особе које су склоне проливу.

## Народна веровања
У народној медицини коморач се користи за лечење очних упала.